# Aurignac
Aurignac là một xã thuộc tỉnh Haute-Garonne trong vùng Occitanie tây nam Pháp, bên rìa của Pyrénées. Đây là thủ phủ của tổng Aurignac (dân số 4.160), gồm 19 xã.
Thị trấn Aurignac có cự ly 60 km southvề phía tây của Toulouse trên khu vực có độ cao trung bình 400 mét trên mực nước biển.